# Andrainjato (Lalangina)
Andrainjato è una città e comune del Madagascar situata nel distretto di Lalangina, regione di Haute Matsiatra. 
La popolazione del comune rilevata nel censimento 2001 era pari a 10 143 unità.